# Bir Chadim
Bir Chadim (arab. بئر خادم, fr. Birkhadem) – miasto w Algierii, w prowincji Algier. W 2008 liczyło 77 749 mieszkańców.